# Solanum paniculatum
Solanum paniculatum es una especie fanerógama perteneciente a la familia de las solanáceas. Se trata de un arbolito, de hasta tres metros de altura (llegan de 3 a 4 metros de alto.) 3 a 4 metros. Tenemos, que se distribuye en todo el territorio de Brasil, Paraguay y en el norte de Argentina.

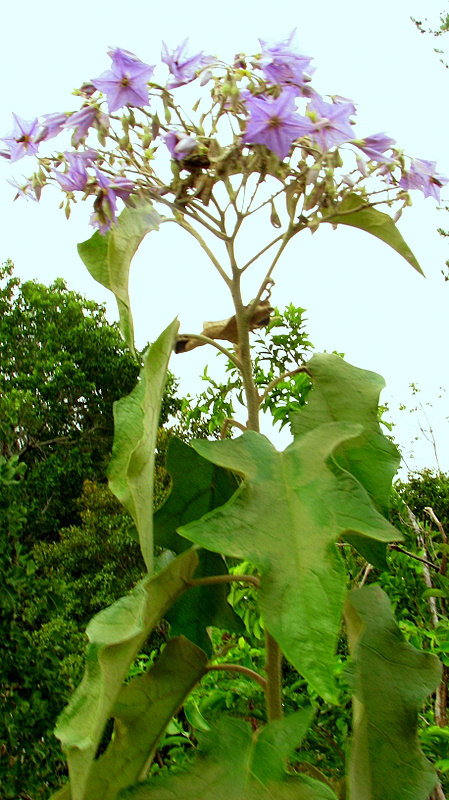
Vista de la planta

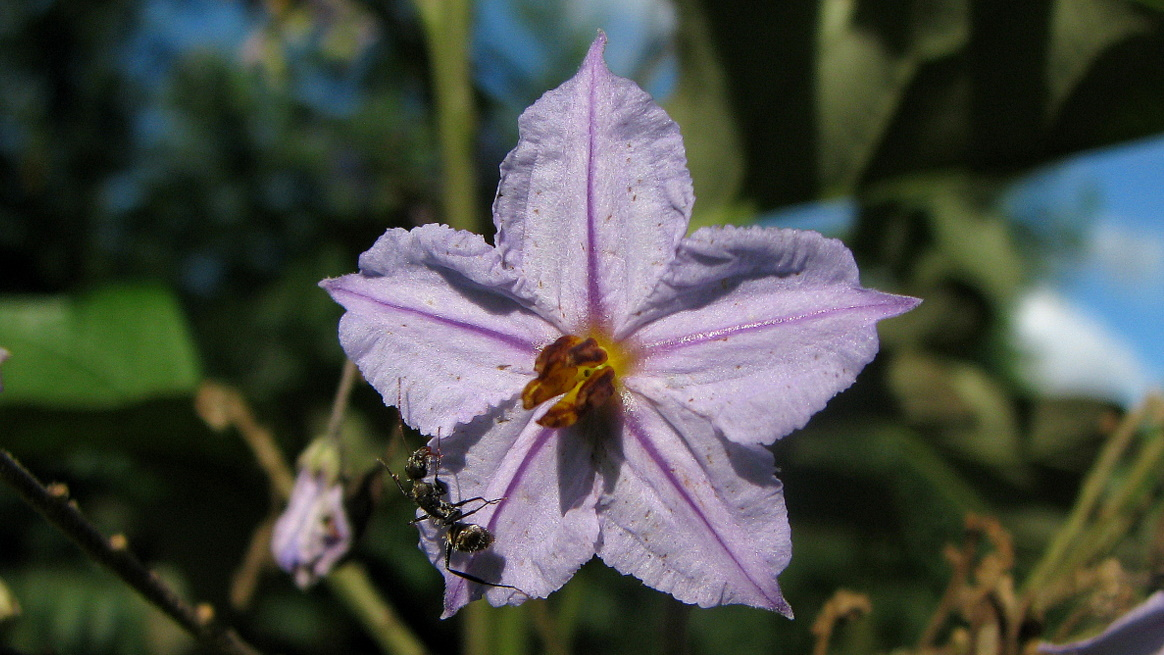
Flor

## Propiedades
Una infusión de su tallo y de su raíz en el alcohol de caña de azúcar (cachaza) es popularmente utilizado como un aperitivo o un digestivo.

## Taxonomía
Solanum paniculatum fue descrita por Carlos Linneo y publicado en Species Plantarum, Editio Secunda 1: 267. 1762.
Etimología
Solanum: nombre genérico que deriva del vocablo Latíno equivalente al Griego στρνχνος (strychnos) para designar el Solanum nigrum (la "Hierba mora") —y probablemente otras especies del género, incluida la berenjena— , ya empleado por Plinio el Viejo en su Historia naturalis (21, 177 y 27, 132) y, antes, por Aulus Cornelius Celsus en De Re Medica (II, 33). Podría ser relacionado con el Latín sol. -is, "el sol", debido a que la planta sería propia de sitios algo soleados.
paniculatum: epíteto latino que significa "con panícula".
Sinonimia
- Solanum chloroleucum Dunal
- Solanum jubeba Vell.
- Solanum macronema Sendtn.
- Solanum manoelii Moric.[6]

## Nombres comunes
S. paniculatum se conoce popularmente con el nombre de “yurubeba” en Minas Gerais, Goiás y Bahia,
Brasil, donde sus frutos son macerados en aguardiente (“pinga”) y se los utiliza como aperitivo, hechos en salsa, cocidos con arroz, y actualmente se industrializa. En Paraguay se la conoce como “jurujheba”, sus ramas floridas, frescas o secas son utilizadas en cocimientos para casos de afecciones del hígado o como digestivo.
En Cuba se llama friegaplatos y pendejera.